# Recoil (film, 2012)
Recoil je kanadský akční film z roku 2012. Film režíroval Terry Miles podle scénáře Johna Sullivana. V hlavních rolích se ve filmu představili Danny Trejo, Steve Austin a Serinda Swan.
Ryan Varrett byl dříve policistou, nyní se snaží dopadnou vrahy jeho rodiny. Dostane se do města, kterému vládne motorkářský gang vedený Draykem Salgadoem.

## Obsazení
| Danny Trejo       | Drayke Salgado     |
| Serinda Swan      | Darcy              |
| Steve Austin      | Ryan Varrett       |
| Keith Jardine     | Crab               |
| Noel Gugliemi     | Rex Salgado        |
| Patrick Gilmore   | Kirby              |
| Lochlyn Munro     | Agent Frank Sutton |
| Adam Greydon Reid | Deputy Hedge       |